# Homoioteleuton

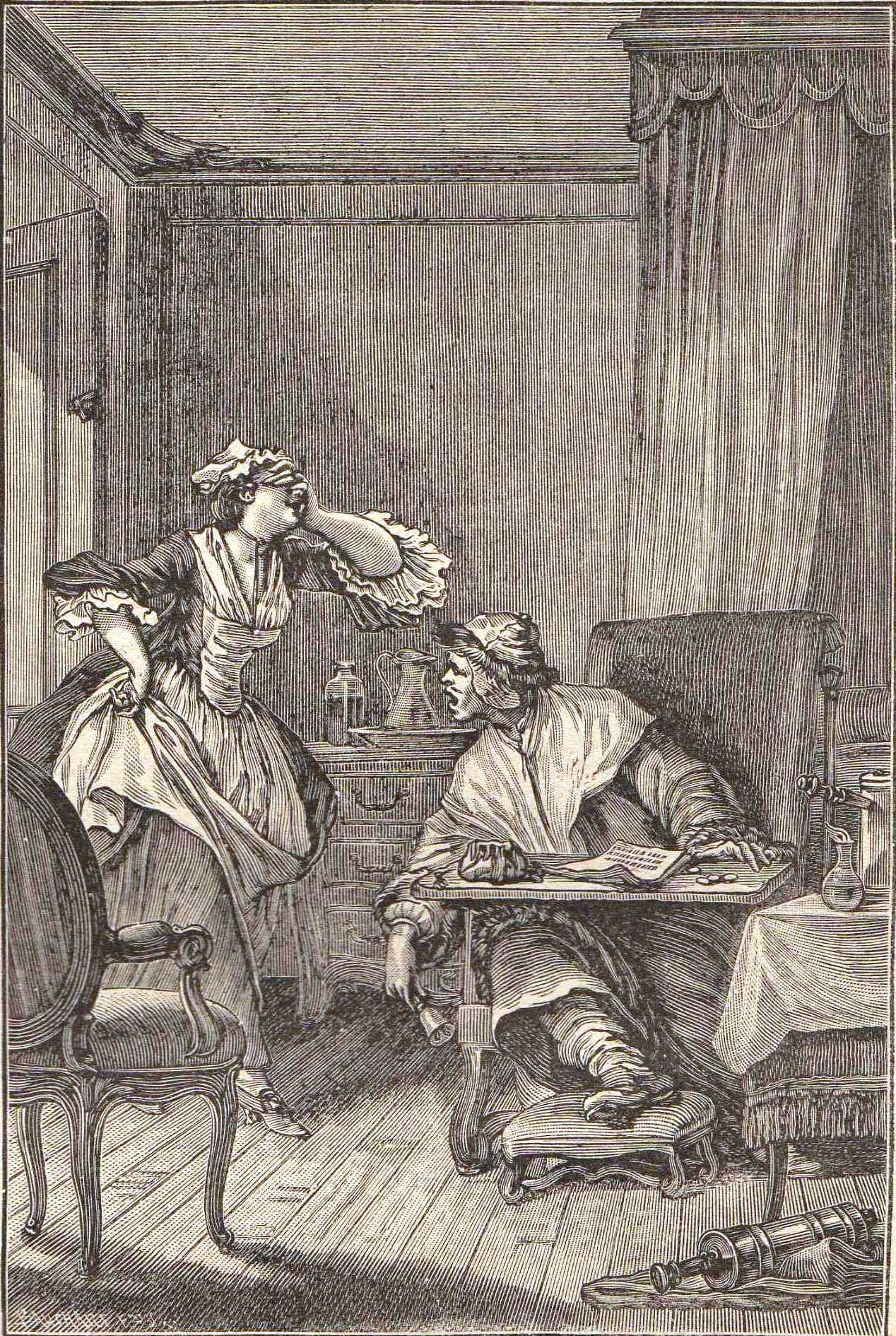
Artistas del introducen elementos de la retórica en sus piezas de dramaturgia.

En retórica, el homoioteleuton u homeotéleuton (del griego ὁμοιοτέλευτον), también llamado similidesinencia, es una de las figuras de repetición que consiste en la igualdad o semejanza de los sonidos finales de palabras que cierran enunciados consecutivos. Se trata, por decirlo de alguna manera, de la rima en la prosa.
Ejemplo:
"No es crimen fallado más grave que la fornicación, digna de traer al hombre a perdición." (arcipreste de Talavera, Corbacho).
En paleografía, crítica textual y tipografía homoioteleuton es una forma de error de copia en la que el copista accidentalmente se salta una porción del texto porque hay más adelante otra palabra con la misma terminación.